# Flagge Marokkos
Die Flagge Marokkos wurde am 17. November 1915 offiziell eingeführt. Im Jahr der Unabhängigkeit Marokkos (1956) wurde die Flagge übernommen.
Sie ist rot und zeigt in ihrer Mitte ein grünes Pentagramm, das Siegel des Salomon (hier: سليمان Sulaimān). Rot und Grün sind traditionelle Farben in der islamischen Kultur, die oft in arabischen Flaggen verwendet werden, etwa bei den Flaggen der Staaten am Persischen Golf. Grün gilt allgemein als die bevorzugte Farbe des Islams und Rot war die Farbe des Scherifen von Mekka.

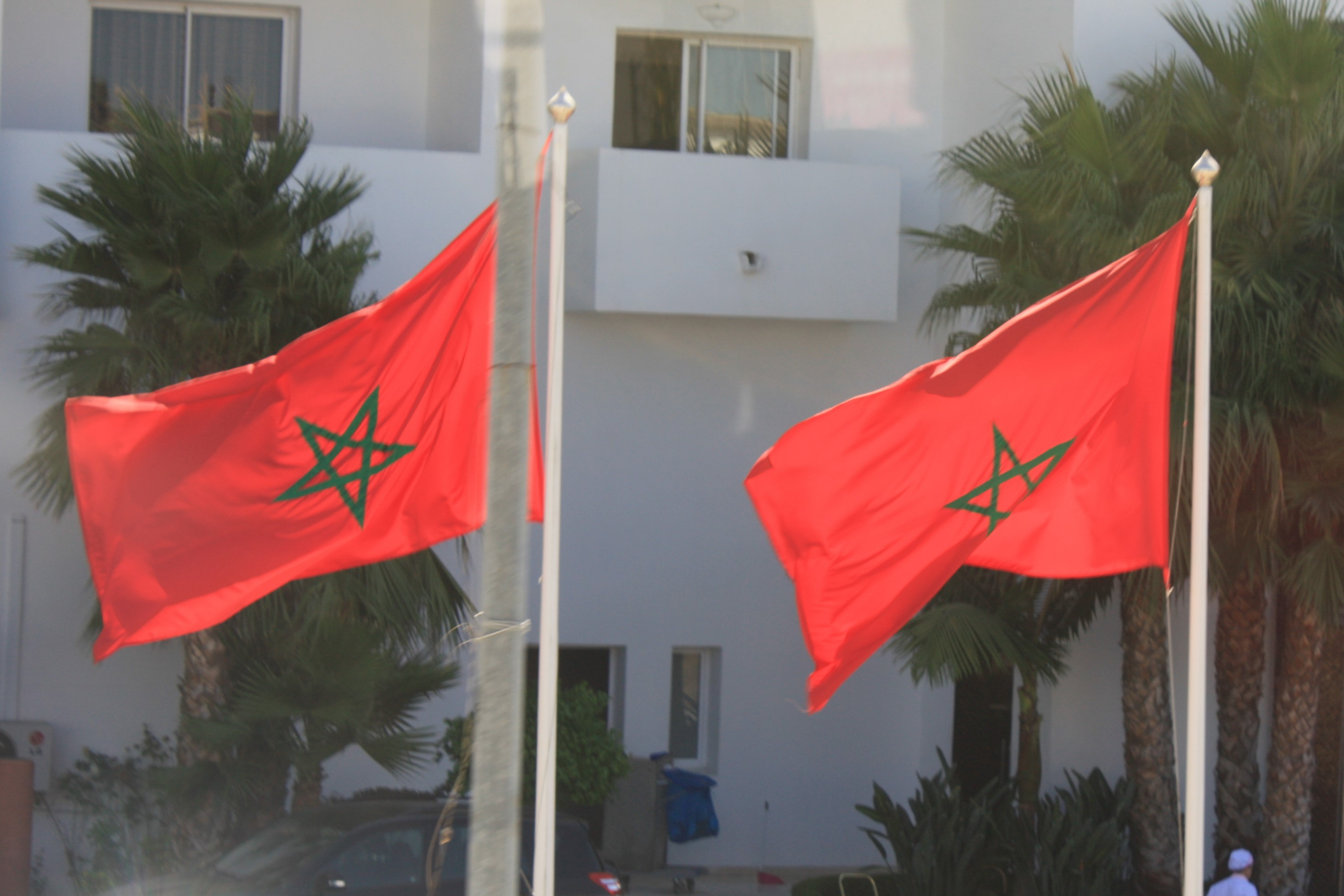
Nationalflaggen Marokkos in Tanger. Die linke Flagge ist auf den Kopf gestellt.

Handelsflagge. Seitenverhältnis: 2:3

Seekriegsflagge. Seitenverhältnis: 2:3

Gösch

Ursprünglich bestand die marokkanische Flagge seit dem 15. Jahrhundert aus einfarbigem roten Tuch. Im November 1915 fügte Sultan Mulai Yusuf ihr auf Veranlassung der französischen Besatzungsmacht in der Mitte das grüne Pentagramm hinzu. Das rote Tuch steht in Marokko für die Farbe der Aliden, das Grün des Pentagramms für den Islam; die Form für Leben und Gesundheit.
Das „Siegel Salomons“ war früher auch die Bezeichnung für den Davidstern und wurde sowohl für das Hexagramm als auch für das Pentagramm benutzt.